# الحما
قرية الحما هي إحدى القرى التابعة لمركز طما بمحافظة سوهاج في جمهورية مصر العربية. حسب إحصاءات سنة 2006، بلغ إجمالي السكان في الحما 5297 نسمة، منهم 2820 رجل و2477 امرأة.